# Dichochrysa illota
Dichochrysa illota är en insektsart som först beskrevs av Navás 1908.  Dichochrysa illota ingår i släktet Dichochrysa och familjen guldögonsländor. Inga underarter finns listade i Catalogue of Life.